# Вовк Дмитро Володимирович
Во́вк Дмитро́ Володи́мирович (4 листопада 1975, Харків) — український рефері зі снукеру національної категорії.

## Життєпис
Народився 4 листопада 1975 року в Харкові. 1992 року закінчив школу-ліцей № 89, хіміко-біологічний клас. 1997 року закінчив Харківський національний університет, біологічний факультет, кафедра зоології та екології тварин.
2001—2004 — аспірант кафедри зоології та ентомології Харківського національного аграрного університету. З 1997 року працює в Національному науковому центрі «Інститут експериментальної і клінічної ветеринарної медицини», завідувач відділом науково-інформаційного забезпечення.

## Родина
Разом із братом Олександром виховувався в родині службовців.
Батьки Володимир Федорович і Ольга Володимирівна — архітектори. Одружений, виховує двох дочок.

## Захоплення
- З 1995 року є членом Харківського ентомологічного товариства. У 2004 році обраний її секретарем.
- Автор декількох десятків наукових статей з ентомології. Є членом активу Клубу аматорів снукеру міста Харкова. Регулярно займається проведенням аматорських турнірів зі снукеру.

## Кар'єра рефері
Дмитро Вовк почав роботу рефері у 2009 році, коли став обслуговувати матчі турнірів Клубу аматорів снукеру міста Харкова. У 2010 році успішно склав іспит на звання рефері національної категорії зі снукеру, після чого почав обслуговувати матчі чемпіонату України зі снукеру і Кубка України зі снукеру під керівництвом Федерації спортивного більярду України (ФСБУ).
Рефері-тренером Д. Вовк є Т. Веккер .

## Турніри національної категорії
- Кубок України зі снукеру 2010
- Чемпіонат України зі снукеру (пари) 2010
- Чемпіонат України зі снукеру 2010

## Інші міжнародні турніри
- Кубок СНД зі снукеру 2010
- Кубок СНД зі снукеру 2011

## Цікаві факти
Крім обслуговування матчів Чемпіонату України зі снукеру і Кубка України зі снукеру, продовжує судити матчі турнірів Клубу аматорів снукеру м. Харкова, де, за традицією, є беззмінним суддею фінальних матчів з 2009 року.